# Galina Rytova
Galina Rytova (en russe : Галина Михайловна Рытова), née le 10 septembre 1975 à Moscou, est une joueuse de water-polo internationale russe puis kazakhe. Elle remporte la médaille de bronze lors Jeux olympiques d'été de 2000 avec l'équipe de Russie et participe aux Jeux de 2004 sous les couleurs du Kazakhstan.

## Palmarès

### En sélection
- Russie
  - Jeux olympiques :
    - Médaille de bronze : 2000.

  - Championnat d'Europe :
    - Troisième : 1999 et 2001.